# Suctobelbella kurilica
Suctobelbella kurilica är en kvalsterart som beskrevs av Golosova 1980. Suctobelbella kurilica ingår i släktet Suctobelbella och familjen Suctobelbidae. Inga underarter finns listade i Catalogue of Life.